# فلافيو باروس
فلافيو باروس (23 يناير 1978 بريو دي جانيرو في البرازيل - ) هو لاعب كرة قدم برازيلي في مركز الهجوم. لعب مع إثنيكوس وبرشلونة جواياكويل وراسينغ فيرول ونادي أمريكا ونادي المغرب الفاسي ونادي جنوب الصين ونادي فاسكو دا غاما ونادي فلامنغو ونادي نيكاكسا وناسيونال مونتيفيديو ونادي فيلا نوفا ونادي سيريس لكرة القدم ونادي كامبو غراندي.